# Gräsröta
Gräsröta (Sclerotinia borealis) är en svampart som beskrevs av Bubák & Vleugel 1917. Gräsröta ingår i släktet Sclerotinia och familjen Sclerotiniaceae.  Arten är reproducerande i Sverige. Inga underarter finns listade i Catalogue of Life.